# Megachile rawi
Megachile rawi là một loài Hymenoptera trong họ Megachilidae. Loài này được Engel mô tả khoa học năm 1999.